# 庆云站
庆云站是一个沪昆铁路上的铁路车站，位于浙江省海宁市庆云镇，建于1960年，目前为五等站，邮政编码为314403。目前客运：办理旅客乘降；不办理行李、包裹托运；不办理货运营业。